# إمام زاده

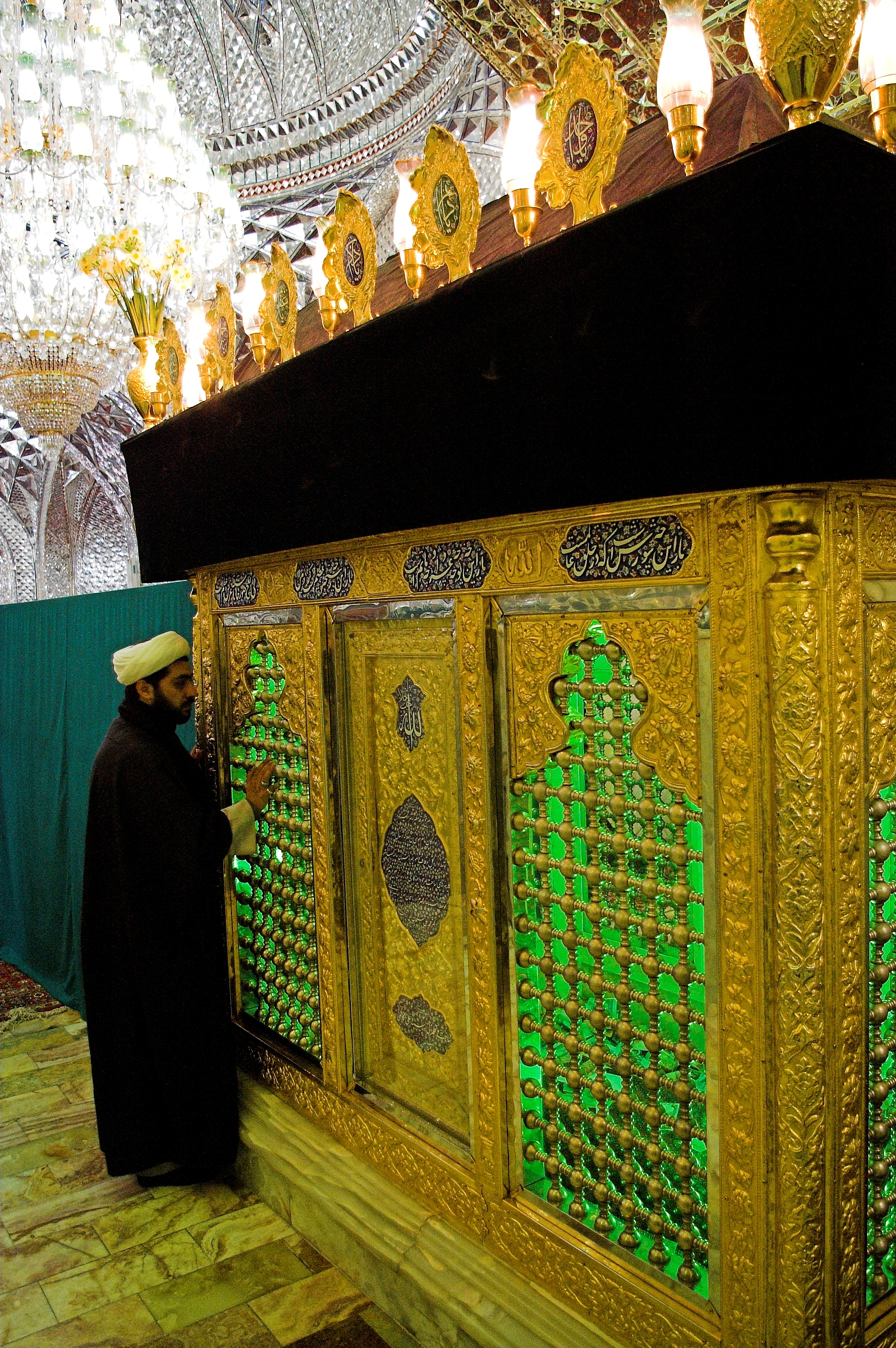
الملا (رجل دين شيعي) يصلي في إمام زادة السيد حمزة، تبريز.

الإمام زاده (بالفارسية: امام‌زاده) يشير إلى سليل مباشر لإمام شيعي في اللغة الفارسية. يستخدم هذا المصطلح الفارسي أيضًا في الأردية والأذرية.
الإمام زاده يعني «ذرية» أو من نسل الإمام. هناك العديد من الطرق المختلفة الأخرى لتهجئة هذا المصطلح في اللغة الإنجليزية. ومن هؤلاء: imamzada ،imamzadah، و emamzadah. وكل تلك التهجئات لها نفس المعاني. الإمام زاده هم في الأساس سيد أو سيدا كما نزلوا من الأئمة.